# Motoko Ishii

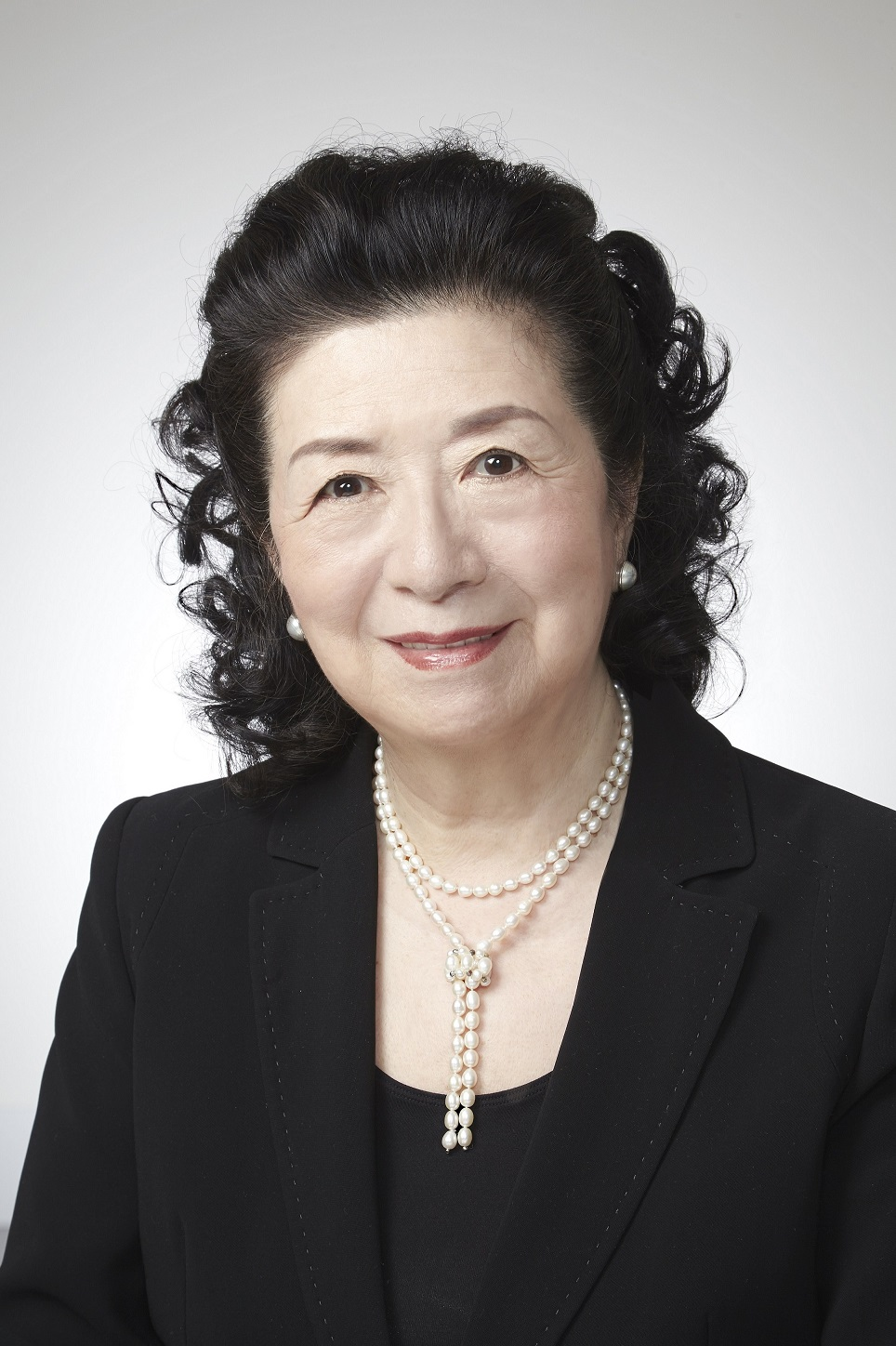
Motoko Ishii, 2015

Motoko Ishii (japanisch 石井 幹子 Ishii Motoko; * 15. Oktober 1938 in der Präfektur Tokio) ist eine japanische Lichtgestalterin.

## Leben
Ishii studierte bis 1962 an der Tokioter Universität Tōkyō Geijutsu Daigaku. Darauf arbeitete sie in der Designabteilung der Leuchtenfirma Oy Stockman-Orno Ab in Helsinki und später bei der Firma Licht im Raum in Düsseldorf. In Deutschland formgestaltete sie auch für den Leuchtenhersteller Staff, der 1945 von Alfred Staff in Lemgo gegründet worden war und zu den deutschen Trendsettern in der Lichttechnik gehörte.
1968 gründete sie die Firma Motoko Ishii Lighting Design Inc. in Tokio. Ishii realisierte weltweit Hunderte von Beleuchtungsprojekten, zu denen die Expo ’70 in Osaka, die Akashi-Kaikyō-Brücke (weltweit längste Hängebrücke), das historische Dorf Shirakawago (Weltkulturerbe), der Bahnhof Tokio, der Tokyo Tower sowie Laserkunstaufführungen in Wien und Brüssel, eine Produktion von Giacomo Puccinis Madama Butterfly, das Shanghai World Financial Center und die Illumination des Brandenburger Tors gehören.
Ab 1979 gab sie jährlich die Publikation Light Sensor heraus, erst mit 12 Seiten, später mit 36 Seiten. 2001 unterhielt sie Büros in Tokio, Los Angeles and Paris. Ishii leitete das japanische Inter Light Forum, das mit dem Ziel gegründet wurde, das interdisziplinäre Studium des Lichts zu fördern. In Japan war sie zudem Mitglied verschiedener Regierungsausschüsse, darunter der Architekturrat des Bauministeriums, der Rat der Nationalen Landagentur und der Rat für Luft- und Raumfahrt und Elektrotechnik der Wissenschaftsagentur.

## Ehrungen
1969 erhielt Ishii einen Preis der Illuminating Engineering Society of Japan für das Projekt Diffusion of Lighting. Es folgten zahlreiche nationale Auszeichnungen wie der Japan Lighting Award der Illuminating Engineering Society of Japan und der Tokyo Metropolitan Prize of Culture der Präfektur Tokio. Ishii erhielt zudem zahlreiche internationale Auszeichnungen, darunter mehr als 30 Mal den IES Illumination Award der Illuminating Engineering Society of North America (IESNA). 2006 war sie Mitglied der Jury für die Rolex Awards for Enterprise. Sie ist Trägerin der Auszeichnung Shiju-hosho (Japanischer Ehrenorden am purpurnen Band).

## Veröffentlichungen
- My World of Lights. Libro, 1985, ISBN 978-4-84570-184-1, 123 S.
- Light to Infinity: Design Works. Libroport, 1991, ISBN 978-4-84570-615-0.
- Creation of Lightscape. Libroport, 1997, ISBN 978-4-84571-119-2.